# Gwich'in
De Gwich’in (of Kutchin) zijn een First Nations volk in Canada en Alaska. Ze wonen in het noordwesten van Noord-Amerika, vooral ten noorden van de Noordpoolcirkel. Het is een van de kleine volken die behoren tot de Dene die een Noord-Athabaskische taal van de Na-Denétaalfamilie spreken.
Gwich’in zijn bekend om hun sneeuwschoenen, kano's van berkenbast en de tweerichtingslee. De vrouwen staan bekend om het maken van sieraden en decoraties van kralen. Ze maken nog steeds traditionele kleding van kariboehuid en versieren die met "borduursel" gemaakt van de bewerkte pennen van het stekelvarken; de ondersoort oerzon komt in Alaska voor. Deze kleding en sieraden worden door de Gwichin hoog gewaardeerd. Tegenwoordig zijn hun middelen van bestaan een mix van jagen, vissen en betaald seizoenwerk.

## Naam
De naam wordt soms gespeld als Kutchin of Gwitchin en kan worden vertaald als "bewoner van (een gebied)". De Fransen noemden hen vroeger Loucheux ("de scheelkijkers"), en ook "Tukudh", een term die ook werd gebruikt door Anglicaanse missionarissen. Gwich’in noemen zichzelf vaak Dinjii Zhuu wat letterlijk "kleine mensen" betekent maar vaak betrekking heeft op alle indianenvolken.

## Taal
Het Gwich’in hoort tot de Athabaskische talen en heeft een oostelijk en een westelijk dialect, ruwweg gescheiden door de Alaskaans-Canadese grens. Verder zijn er nog plaatselijke verschillen tussen de dorpen. De Old Crow in het noorden van Yukon hebben ongeveer hetzelfde dialect als de groepen die in Alaska in Venetie en Arctic Village wonen.
Volgens het Alaska Native Language Center spreken ongeveer 300 Gwich'in in Alaska nog hun eigen taal. Volgens de Interactive Atlas of the World’s Languages in Danger, van de UNESCO, is het Gwich’in echter een ernstig bedreigde taal met minder dan 150 vlotte sprekers in Alaska en 250 in noordwest Canada.
Projecten om de taal meer levend te maken zijn doende om deze vast te leggen en de taalvaardigheid van jongere sprekers te verhogen. In een dergelijk project werkt een oudste van de Gwich’in, Kenneth Frank, samen met jonge Gwich'in sprekers en taalkundigen verbonden aan het Alaska Native Language Center in Fairbanks, om de traditionele kennis van de anatomie van de kariboe te documenteren.

## Geschiedenis

##### Prehistorie
Paleo-arctische volken, de voorouders van de Gwich'in, leefden al meer dan 10.000 jaar geleden in Alaska en Noord-Canada. In het Gates of the Arctic National Park, in noordoost Alaska, (de Putu Site) zijn sporen van menselijke aanwezigheid gevonden uit circa 8.500 v.Chr. Het in dezelfde streek gelegen Gallagher Flint Station is ongeveer even oud. De Northern Archaïc people zijn de eerste bewoners die nauwkeuriger te duiden zijn. Ze verschenen rond 4.500 v. Chr. en gelden als indiaanse cultuur, die zich op vis en kariboe baseerden.
Vanaf 3.000 v. Chr. verschenen langs de noordkust van Alaska de Paleo-Eskimo's die zich tot Groenland uitbreidden. Niet bekend is of de Northern Archaïc people zich als gevolg hiervan wat naar het zuiden verplaatsten. Rond 2500 v. Chr. ondergingen de gebruikte werktuigen een verandering, er kwamen meer kleine werktuigen in gebruik. Deze periode die duurde tot 800 v.Chr. wordt de Arctische kleine werktuigtraditie genoemd. De laatste fase van de arctische cultuur was de Norton-Ipiutakcultuur, die tot ongeveer 1000 na Chr. duurde.

##### Overlevering
De Gwich’in hebben de traditie verhalen en gebeurtenissen mondeling door te geven. Pas in de 20e eeuw is een begin gemaakt met schriftelijke vastlegging. Gwich’in volksverhalen bestaan onder andere uit de "Vazaagiitsak cyclus" (letterlijk: "Zijn jongere broer werd knoestig"), die gaat over de komische avonturen van een mislukkeling. Verhalen van de Gwich’in bevatten vaak grove humor.
Veel volksverhalen over prehistorische tijden beginnen met de zin Deenaadai' , "In vroeger tijden". Meestal aangevuld met de zin dat dit was toen alle mensen met de dieren konden praten, en de dieren met de mensen. Het zijn vaak parabels die suggesties geven voor een juist gedrag. Gelijkheid, vrijgevigheid, vriendelijkheid, hard werken, samenwerken voor gezamenlijk succes, genade en evenredige wraak zijn weerkerende thema's. De verhalen hebben titels als "De jongen in de maan" "De wolf en de veelvraat" en "De kariboe en de vis".

##### Contacten met Europeanen
Alexander Mackenzie was in 1789 op zijn ontdekkingsreis naar de Beaufortzee de eerste Europeaan die met Gwich'in in contact kwam.
De pelshandel begon in 1806 met de oprichting van Fort Good Hope aan de monding van de Porcupinerivier. In 1811 werd deze post verplaatst naar gebied waar Slavey wonen die de post als bescherming tegen Inuit in hun nabijheid wensten. De indianen ruilden pelzen van bever en nerts tegen metalen producten en sieraden.
Vanaf 1823 had een Trading Chief van de Gwich'in (die de handelscontacten met Europeanen regelde) de leiding over de indiaanse pelsjagers.
Fort Good Hope was voor de voedselvoorziening afhankelijk van de Gwich'in. Die leverden vers en gedroogd vlees, kariboetongen en vis. In ruil kregen ze messen, bijlen, kleding, dekens, geweren en munitie. De Gwich'in waren niet alleen op de Britten en Fransen aangewezen, via tussenpersonen handelden ze ook met Russen in het westen.
De Gwichyaa Gwich'in traden als oostelijkste Gwich'in-groep op als tussenhandelaars voor de verderaf wonende bands en ook voor andere indianenvolken en Inuit. Ze verkregen een handelsmonopolie en controleerden vooral de handel in bisam in de Boven Mackenzie Delta (toen een niemandsland tussen Gwich'in en Inuit). Dit leidde steeds vaker tot conflicten met naburige stammen en vooral met de Inuit; door de invoering van geweren door de Europeanen verscherpten de conflicten. In 1826 voerden Inuit een strafexpeditie uit met meer dan 500 man in kano's. Zonder geweren hadden de Gwich'in hen niet van directe toegang tot het fort kunnen afhouden. Ze verdedigden hun monopolie met behulp van wapens tot rond 1850, toen ze door epidemieën werden gedecimeerd.
De Europeanen realiseerden hun afhankelijkheid van de Gwichyaa Gwich'in en richtten verder naar het westen andere posten op om ook andere groepen aan de handel te laten deelnemen buiten het monopolie om. De Hudson's Bay Company richtte in 1840 Peel River House op, het latere Fort McPherson. In 1848 volgde LaPierre House, daarna Fort Yukon aan de samenvloeiing van de Yukonrivier en de Porcupinerivier; daarna Rampart House, telkens in het gebied van een andere band. Fort Yukon ontwikkelde zich door zijn goede ligging tot centrale handelspost. Tussen de Gwich'in bands kwam het bij de strijd om het monopolie diverse keren tot schermutselingen waarbij doden vielen.
Tussen de Gwich'in en de Inuit bestond nog een andere bron van conflict. Als de kariboes in het voorjaar naar het noorden trokken, sneden de Inuit de Gwich'in van de kudde af. Die vroegen in het fort om meer geweren maar er waren er niet genoeg. Hierdoor leden de indianen honger. Het fort kon niet helpen omdat de bontprijzen gezakt waren en ze zelf problemen hadden genoeg levensmiddelen te verkrijgen.

## Middelen van bestaan

Leefgebied Porcupine kariboe in geel. Overlapping met aangrenzende ondersoorten is mogelijk. 1. Boskariboe (Rangifer tarandus kariboe) 2. Rangifer tarandus dawsoni uitgestorven 1907, 3. Porcupine caribou R. t. granti, 4. Barren-ground kariboe R. t. groenlandicus, 5. groenlandicus/pearyi, 6. Peary kariboe R. t. pearyi

De Gwich'in doorkruisten ooit de toendra van Alaska en Canada in het stroomgebied van de Yukonrivier en zijrivieren en de Mackenzie met zijrivieren. Als halfnomadische jager-verzamelaars trokken ze rond in familiegroepen en leefden van de jacht, visvangst en vruchten.

De kariboe is het culturele symbool en speelt een sleutelrol in de voedselvoorziening. De nederzettingen van de Gwich'in zijn deels in lijn met de migratiepatronen van het dier. Ook bestaan er met betrekking tot de kariboe veel verhalen, liedjes, spelletjes, speelgoed en ceremonies. Behalve gerechten worden er traditioneel gereedschap, kleding en tentdoek van gemaakt.
De Gwich'in geven de voorkeur aan het jagen op de Porcupine kariboe of op de Blue Nose kudde van de Barren grounds kariboe. Deze twee ondersoorten kennen een migratoire leefwijze en trekken in grote kudden (nr. 3 en 4 op het kaartje). De Porcupine kariboe of Grant's kariboe (Rangifer tarandus granti) komt voor in Alaska en aangrenzende delen van Canada. Het verschil met de Barren-ground ondersoort is klein en onderscheid wordt niet altijd gemaakt. Migrerende kudden worden genoemd naar de geboortegrond, in dit geval de Porcupine-rivier. Hoewel aantallen variëren, bestaat de kudde uit bijna 170.000 dieren (juli 2010 fotocensus). Ze trekken elk jaar over een afstand van rond 2000 km tussen hun wintergebied en de noordelijke kalfgebieden, de langste landroute voor enig zoogdier op aarde. Hun leefgebied loopt langs de Alaska/Yukon grens en wordt gezamenlijk gemonitord door het Alaska Department of Fish and Game, Canadian wildlife agencies, en plaatselijke inheemse bewoners.
 In een groot deel van het Gwich'in Settlement Area leeft een stabiele populatie van een ondersoort van de kariboe die vooral in bossen leeft en meer sedentair is (nr. 1 op het kaartje). Hierop wordt minder gejaagd.
Jagers zeggen dat deze boskariboe die in kleine groepen leven, wilder zijn, moeilijker te zien en moeilijker te bejagen. Ze zijn slim, listig en moeilijk te benaderen. Naast de kariboe zijn van belang de wapiti, eland, kleinwild en visvangst.
Gwichʼin hebben actief geprotesteerd tegen de mogelijke oliewinning in het Arctic National Wildlife Refuge uit vrees dat dit nadelig is voor de kariboepopulatie.
Om dezelfde reden bestaat bezwaar tegen oliewinning in het Yukon Flats National Wildlife Refuge, en een voorgestelde landruil tussen het reservaat en Doyon Limited.

## Onderverdeling
Binnen het Gwich’in-volk kunnen verschillende stammen of bands worden onderscheiden. Een aantal namen van dergelijke groepen zijn Deenduu, Draanjik, Dihai, Gwichyaa, Neetsaii of Neets’it, Ehdiitat, Danzhit Hanlaii, Teetl'it en Vuntut of Vantee. De naam duidt doorgaans op de woonplaats, bijvoorbeeld de naam van een rivier.
Een andere onderverdeling was die in drie belangrijke sociale lagen, ook wel clans genoemd. Deze bestond al sinds de oudheid in het gebied van de Gwich’in. De bovenste laag waren de Nantsaii, wat letterlijk betekent "Eersten op het land". Ten tweede de Chits'yaa wat betekent "De helpers" (tweeden op het land). Een laagste, minder belangrijke clan, waren de Tenjeraatsaii, te vertalen als "In het midden" of "onafhankelijken". Deze clan bestond uit mensen die binnen hun eigen clan trouwen, wat als incestueus wordt beschouwd.
Hiertoe behoorden ook de kinderen van de Naa'in, mensen die wegens het plegen van een misdaad uit de clan waren gezet of om andere reden buiten het clansysteem vielen. Voor 1900 betekende het behoren tot de Tenjeraatsaii automatisch plaatsing op de laagste sport van de sociale ladder van de Gwich’in. Ze waren in zekere zin maatschappelijk uitgesloten. Dit clansysteem is in onbruik geraakt.

## Woongebied en nederzettingen

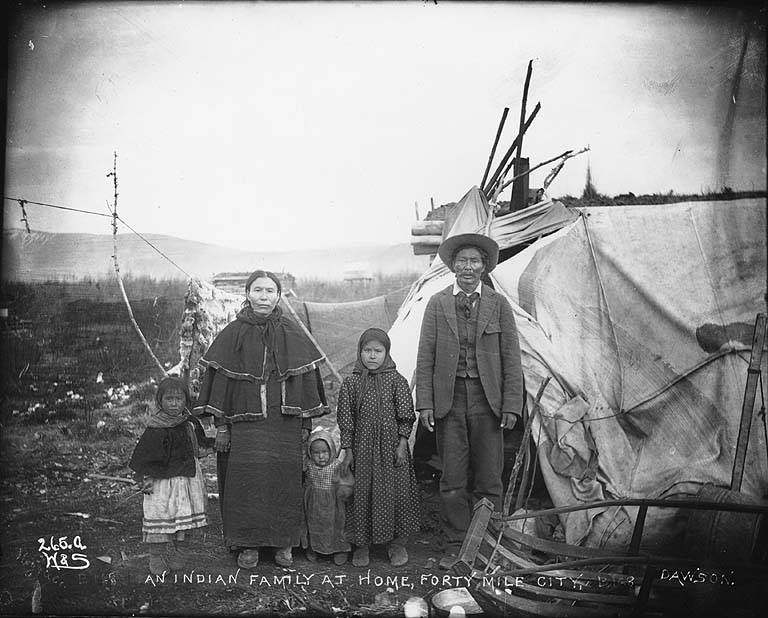
Gwich'in familie voor hun tipi, c. 1899

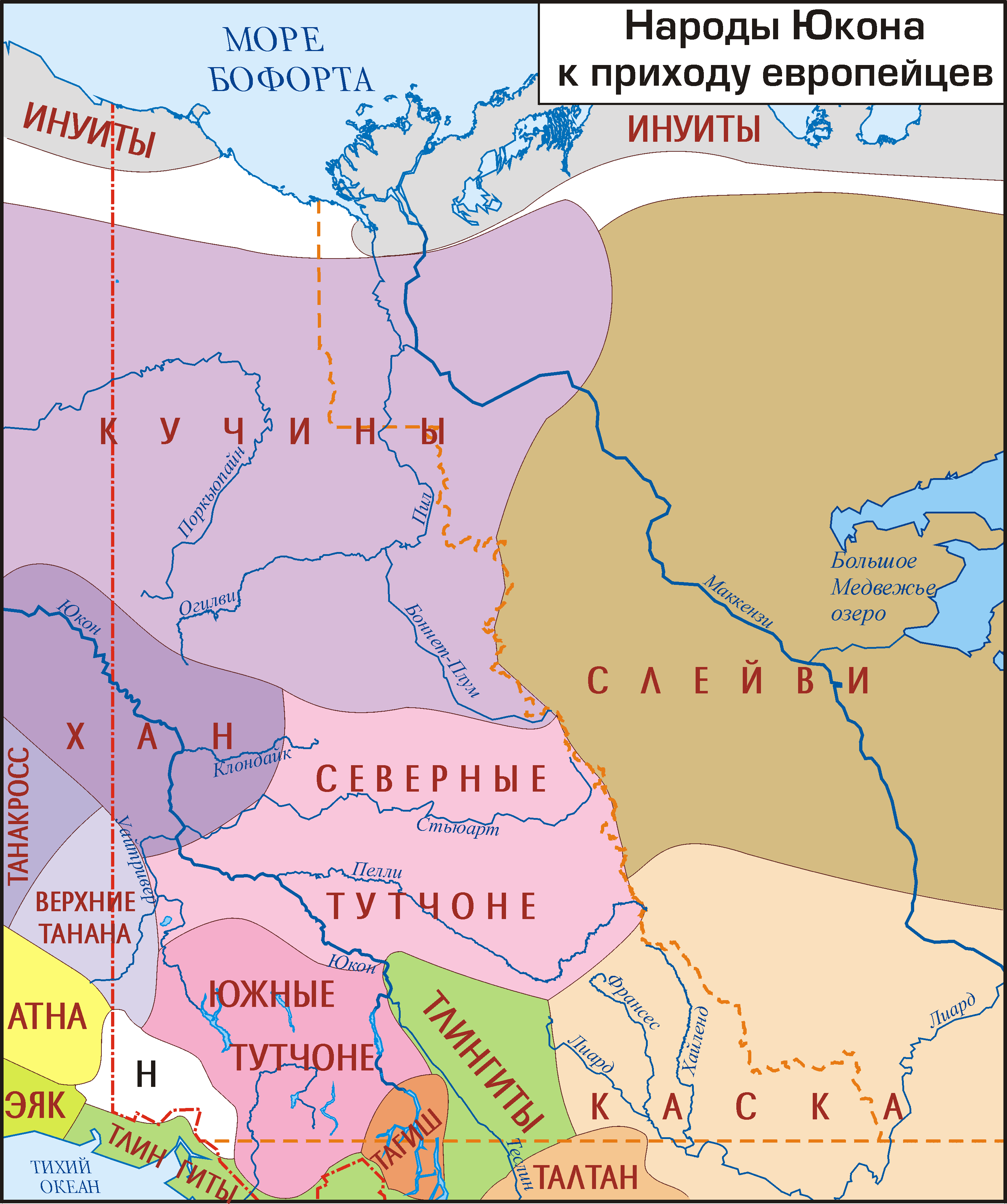
Woongebied van de Gwich'in (blauwpaars in noordelijk deel) en andere volken voor de komst van Europeanen. Kaart van linguïstiekproject van de Staatsuniversiteit van Moskou.

Grote gedeelten van hun gebied liggen boven de poolcirkel zodat de Gwich'in het noordelijkste volk zijn van alle Noord-Amerikaanse indianen. De Gwich'in zijn verwant aan de ook in Alaska wonende Han (Hän Hwëch'in), Koyukon, Tutchone en de Tanana. De ongeveer 9.000 Gwich'in wonen voor het grootste deel in 15 nederzettingen in het noordoosten en oosten van Alaska, in het noorden van Yukon en in het noordwesten van de Northwest Territories. Een aantal van hen woont in enkele dorpen waar in meerderheid Koyukon (Hut’aane / Hotana) of Han wonen.
Ten noorden van hun leefgebied wonen Inupiat, Joepiken (Alaska) en Inuit (Canada). Ten oosten van hen wonen stammen van de K'ahsho Got'ine (Hare Dene) en Shita Got'ine (Mountain Dene), in het zuidoosten de Tutchone (kaartje: violet), in het zuiden de nauw verwante Hän Hwëch'in (kaartje: donkerpaars, geschreven als XAH). In het zuidwesten wonen de Tanacross en Tanana, in het westen de Koyukon (Teetsii Gwich'in).
De huidige nederzettingen van de Gwich'in zijn:
- Alaska
  - Arctic Village (Dihai-kutchin en Neetsaii Gwich’in)
  - Beaver (Gwichyaa Gwich’in)
  - Birch Creek (Deenduu Gwich’in)
  - Chalkyitsik (Draanjik Gwich’in)
  - Circle (Danzhit Hanlaii Gwich'in)
  - Fort Yukon (Gwichyaa Gwich’in)
  - Venetie (Dihai-kutchin en Neetsaii Gwich’in)
- Northwest Territories
  - Aklavik (Ehdiitat Gwich’in)
  - Fort McPherson (traditionele naam: Tetlit Zheh, Tetlit Gwich’in)
  - Inuvik (grootste van de vier in het Gwich'in Settlement Area (GSA) van NWT, Engels is de belangrijkste taal, sommige ouderen spreken Gwich’in, wordt ook op school geleerd)
  - Tsiigehtchic (vroeger Arctic Red River; Gwichyaa Gwich’in)
- Yukon
  - Old Crow (Vuntut)

Verder zijn er nog enkele dorpen waar behalve Gwich'in ook Koyukon of Han wonen, ook zijn er een paar seizoengebonden vestigingen die een deel van het jaar worden gebruikt.

## Religie

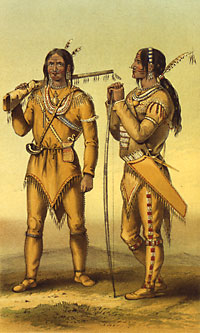
Gwich'in jagers bij Fort Yukon, 1847

### Algemeen
De Gwich’in hebben een religieuze traditie die omschreven kan worden als animisme. Ze hadden daarbij geen beeld van K'eegwaadhat, of een God. Alles wat bestond, dieren, planten, water, vuur, stenen etc. bezit een geest of levenskracht.
Gebruikelijke spirituele vijanden van de sjamanen, die als geestelijk zeer invloedrijke mensen werden beschouwd, waren de Inupiat van de Kobuk vallei, en de Cree in Canada. Tegenwoordig wordt in dit opzicht geen onderscheid meer gemaakt, er zijn weinig conflicten. Grote afstanden en isolement waren volgens hun overlevering geen belemmering voor communicatie of wederzijdse afkeer.

### Hiernamaals
Het hiernamaals bestond voor de Gwich’in traditioneel uit een land met flora en fauna in overvloed. Het eeuwig leven werd bereikt door zich te ontdoen van alle mentale, emotionele, fysieke, historische en geestelijke "bezittingen". Een gebrek aan goed gedrag volgens karma werd beschouwd als de belangrijkste belemmering om een leven na de dood te bereiken. Als iemand sterft moest deze persoon tests ondergaan en wie daar niet doorkwam bleef op aarde, mogelijk om opnieuw geboren te worden. De Gwich’in kenden geen geestelijk leiders zoals priesters. Iedereen is verantwoordelijk voor zijn eigen spirituele verlichting. Dinjii Dazhan (medicijnmannen of sjamanen) werden beschouwd als mensen die zeer begenadigd waren, ze stonden in aanzien en werden soms gevreesd.

### Tegenwoordige invloeden
Naarmate bleek dat medicijnmannen geen genezing konden brengen voor ziekten als mazelen en pokken die door de Europeanen werden meegebracht, daalde hun aanzien. De introductie van het Christelijk geloof vanaf 1840 in het gebied waar de Gwich’in wonen leidde tot veranderingen die tot in de 21e eeuw gevolgen hebben. Anglicaanse en Katholieke missionarissen bewerkstelligden een wijdverbreide bekering. Het traditionele opperhoofd van de nederzetting Arctic Village (een levenslange eretitel) is tegelijk bisschop: de eerwaarde Trimble Gilbert.
De Takudh Bijbel is een vertaling van de King James Bible in Gwich’in. De spelling van deze Bijbel is meer dan een eeuw oud, niet erg accuraat en moeilijk te lezen. In de jaren '60 van de 20e eeuw ontwierp Richard Mueller een nieuwe spelling voor het Gwich’in wat nu de standaard is geworden.

## Afbeeldingen

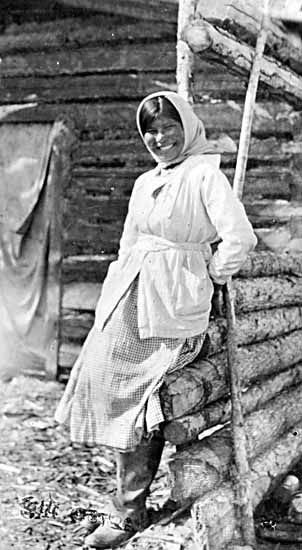
Portret van Louise Moses, Yukon Territory, 1921
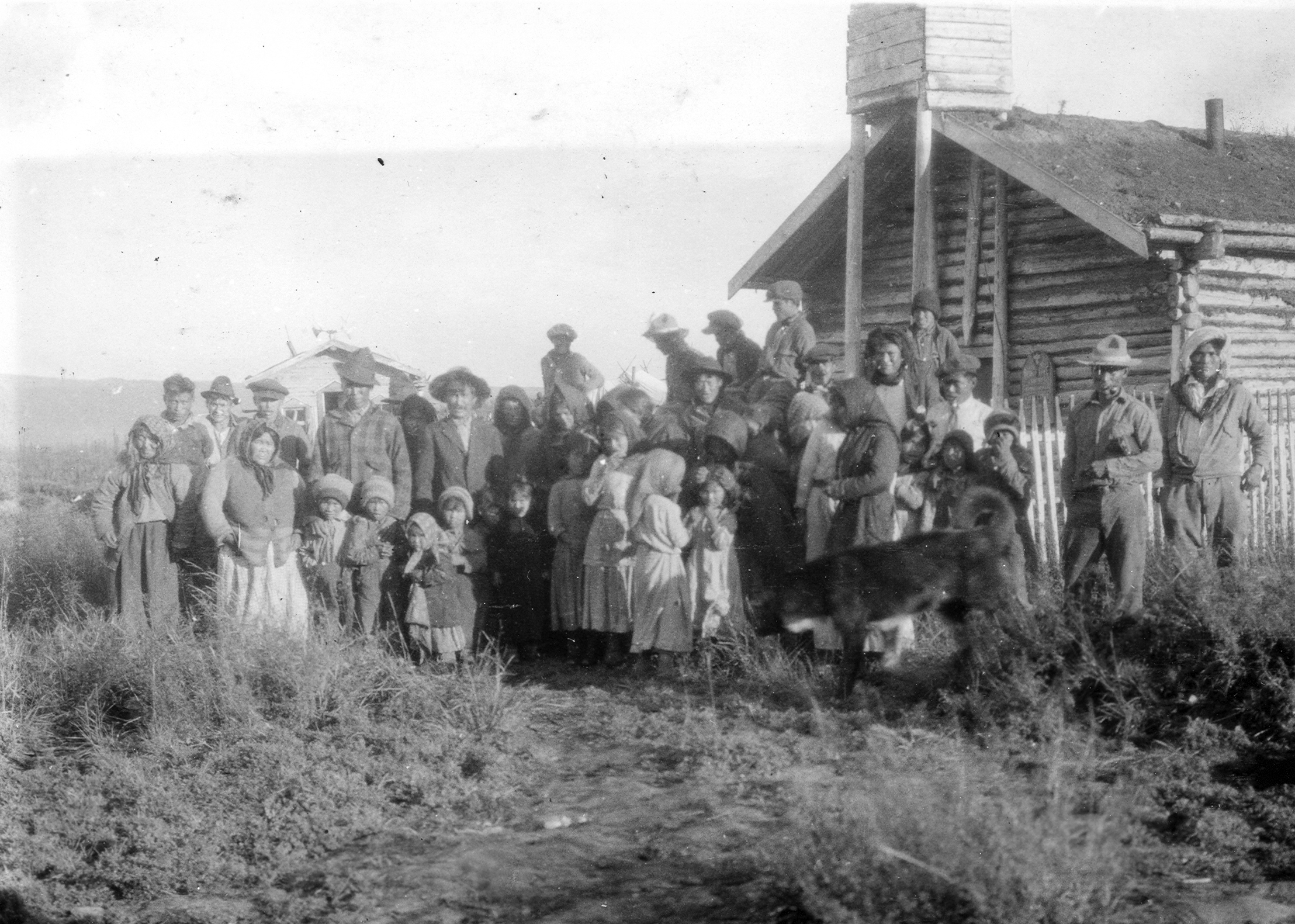
Bij de kerk van Arctic Village
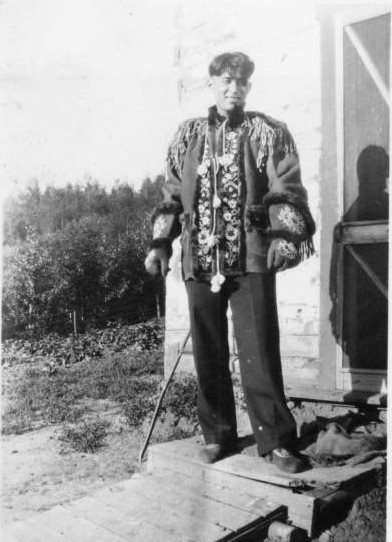
Gwich'in man voor zijn huis, 1932